# Liste de sociétés d'histoire de la pharmacie
Cette page est une liste de sociétés d'histoire de la pharmacie.

## Canada
- Académie canadienne d'histoire de la pharmacie
- Société québécoise d'histoire de la pharmacie

## États-Unis
- American Institute of the history of pharmacy

## France
- Société d'Histoire de la Pharmacie
- Sauvegarde du patrimoine pharmaceutique[1]

## Royaume-Uni
- British Society for the history of pharmacy

## Sociétés internationales
- Société internationale d'histoire de la pharmacie